# دث گرول

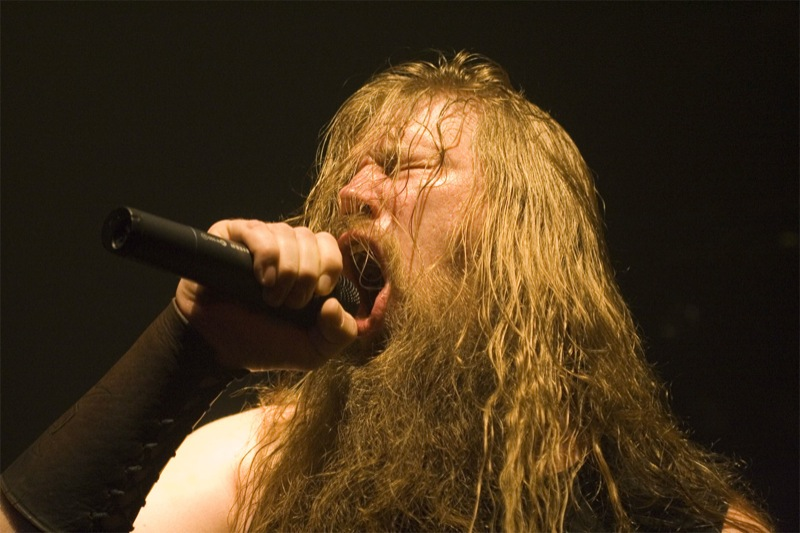
یوهان هگ از گروه سوئدی آمن امارث

دث گرول ((به انگلیسی: Death growl)؛ ترجمه: زوزهٔ مرگ) یا به سادگی گرول ((به انگلیسی: Growl)؛ ترجمه: زوزه) یا صدای هارش نوعی تکنیک آوازی است که معمولاً خوانندگان دث متال به کار می‌برند؛ خوانندگان دیگر سبک‌های هوی متال، مانند متال‌کور هم ممکن است از این تکنیک استفاده کنند. خواندن با تکنیک دث گرول یک فرایند پیچیده‌است اما ساده‌ترین توصیف آن این است که خوانندگان این سبک بیش از حنجره‌شان از دیافراگم‌شان استفاده می‌کنند. برای این‌کار آن‌ها گلوی‌شان را تَنگ کرده و هوا را با فشار از دیافراگم بیرون می‌دهند.
دث گرول گاهی به علّت «زشتی» آن مورد انتقاد قرار می‌گیرد. با این حال، خشن بودن دث گرول در راستای سبک تاریک و سنگین دث متال است. سیر نیرومندتر شدن صدای آوازهای متال از هوی تا ترش متال تا دث متال را می‌توان دید.